# Ambel (Hiszpania)
Ambel – gmina w Hiszpanii, w prowincji Saragossa, w Aragonii, o powierzchni 61,8 km². W 2011 roku gmina liczyła 281 mieszkańców.